# Catasetum longiantennatum
Catasetum longiantennatum är en orkidéart som beskrevs av Roberto Vásquez och Gustavo Adolfo Romero. Catasetum longiantennatum ingår i släktet Catasetum och familjen orkidéer. Inga underarter finns listade i Catalogue of Life.